# Georges Latour

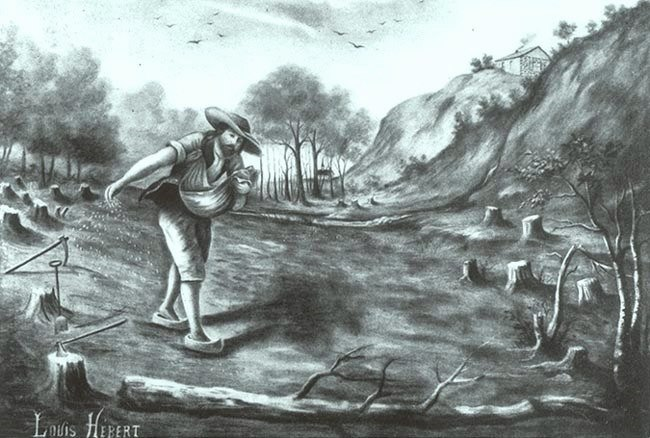
Illustration de Georges Latour : Louis Hébert semant, 1918.

Georges Latour, né le 17 octobre 1877 à Salaberry-de-Valleyfield et mort le 7 février 1946 à Montréal, était un illustrateur québécois. Étudiant à l’école de dessin du collège des Frères des écoles chrétiennes à Sainte-Cunégonde — une ancienne paroisse située dans les environs du marché Atwater aujourd’hui annexée à la ville de Montréal, il reçoit son diplôme en 1894.
Par la suite, il a travaillé comme pigiste pour diverses publications dont la revue Passe-Temps. Il ira ensuite travailler au journal La Patrie à Montréal avant de commencer en 1910 une longue et prolifique carrière au journal La Presse, un quotidien montréalais toujours publié.
Il a aussi été échevin du premier conseil de la ville de Châteauguay où il possédait une maison d’été. Il était chef des dessinateurs de la rotogravure à La Presse au moment de sa mort à Montréal le 7 février 1946 à l’âge de 68 ans.